# Bitwa pod Arras (1915)
Bitwa pod Arras – bitwa stoczona w ramach tzw. ofensywy z Artois trwającej od maja do lipca 1915, w której sześć francuskich korpusów armijnych uzupełnionych jednostkami brytyjskimi atakowało siły niemieckie w rejonie Artois na północy Francji na froncie zachodnim I wojny światowej. W ataku 9 maja 1915 roku wziął udział Legion Bajończyków
nacierający na wzgórza Vimy, położone 10 kilometrów na północ od Arras. 

## Historia
W sierpniu 1914, po wybuchu I wojny światowej, wielu Polaków zamieszkałych we Francji zgłosiło się do oddziałów polskich organizowanych przez Komitet Wolontariuszy Polskich. 21 sierpnia 1914 władze francuskie zezwoliły na sformowanie dwóch polskich jednostek w ramach Legii Cudzoziemskiej. Część ochotników skierowano do Bajonny, gdzie stworzono kompanię w sile około 180 żołnierzy i gdzie rozpoczęli szkolenie (potocznie nazywano ich Bajończykami lub Legionem Bajońskim). Utworzono z nich 2 kompanię 1 Pułku Legii Cudzoziemskiej należącego do Dywizji Marokańskiej. Oficerami-dowódcami w kompanii byli Francuzi. Niższe funkcje sprawowali Polacy z Legii. Drugą część skierowano do miasta Rueil, gdzie utworzyli drugą kompanię (Rueilczycy). 22 października 1914 Bajończycy (2 kompania batalionu C 2 Pułku Marszowego 1 Pułku Cudzoziemskiego), zostali wysłani na front w Szampanii, gdzie zajęli pozycje w okolicach Sillery. W potyczkach przeszli chrzest bojowy i ponieśli pierwsze straty w osobie Władysława Szujskiego, ich chorążego. Do kwietnia 1915 zajmowali pozycje nad rzeką Aisne.
Pod koniec kwietnia 1915 Bajończyków przerzucono w rejon miasteczka Mont St.Éloi, gdzie zajęli pozycje pod laskiem Berthonval. Stamtąd 9 maja ruszyli do natarcia na wzgórze 140 w paśmie wzgórz Vimy, silnie ufortyfikowanych pozycji niemieckich na północ od Arras. W natarciu pododdział polski zdobył cztery linie niemieckich okopów „Ouvrages blancs”. Poniósł przy tym olbrzymie straty sięgające ¾ stanu osobowego. Przy życiu pozostało około 50 żołnierzy. Polegli wszyscy oficerowie, między innymi dowódca kompanii kapitan Osmont d'Amilly i ppor. Lucjan Malcz. W wyniku strat pozostałości kompanii zostały wycofane  do drugiej linii na zaplecze frontu w rejon Notre-Dame de Lorette. Tam 16 czerwca w Souchez śmierć ponieśli kolejni żołnierze w tym ppor. Jan Rotwand, w wyniku czego kompanię latem 1915 rozwiązano. Część żołnierzy kompanii zaciągnęła się do francuskich jednostek, część wyjechała do Rosji, gdzie wcielona została do polskich oddziałów. Zdecydowana większość znalazła się w organizowanej od 1917 Armii Polskiej we Francji.
Bohaterstwo żołnierzy Bajończyków dokumentuje sztandar kompanii z 34 śladami po kulach odniesionymi w Szampanii, przechowywany w Muzeum Wojska Polskiego w Warszawie.
W rejonie Arras w czasie I wojny światowej, od jesieni 1914 do jesieni 1918 przechodziło sześć ofensyw: 2 niemieckie (1–13 października 1914 i 7 kwietnia 1918), 4 francusko-brytyjskie (maj 1915, lipiec 1915, 15 września – 13 października 1915, 9 kwietnia – 20 maja 1915, sierpień 1918 i wrzesień 1918). Wzgórza Vimy zostały zdobyte dopiero w dniach 9-12 kwietnia 1917 przez cztery dywizje kanadyjskie wspomagane przez dywizję brytyjską. Upamiętniono to marmurowym monumentem ufundowanym przez rząd Kanady obok miejsca bitwy.
Walki pod Arras zostały upamiętnione w Polsce na tablicach  Grobu Nieznanego Żołnierza w Warszawie, napisem na jednej z tablic, w okresie II RP i po 1990 „ARRAS 9 V 1915”.